# 트리스탄다쿠냐의 문장

트리스탄다쿠냐의 문장

트리스탄다쿠냐의 문장은 세인트헬레나의 문장이 이전에 관리된 트리스탄다쿠냐에 적용된 후에 2002년에 채택되었다. 한편, 2009년의 새로운 헌법은 세인트헬레나 어센션 트리스탄다쿠냐의 해외 지역 전체에 대한 세인트헬레나의 문장만 보여준다.